# Вестлејк (Охајо)
Вестлејк (енгл. Westlake) град је у америчкој савезној држави Охајо.

## Демографија
По попису из 2010. године број становника је 32.729, што је 1.01 (3,2%) становника више него 2000. године.
| Група             | 2000.          | 2010.          |
| Белци             | 29.199 (92,1%) | 29.279 (89,5%) |
| Афроамериканци    | 301 (0,9%)     | 518 (1,6%)     |
| Азијати           | 1.332 (4,2%)   | 1.599 (4,9%)   |
| Хиспаноамериканци | 402 (1,3%)     | 812 (2,5%)     |
| Укупно            | 31.719         | 32.729         |